# Henri Filhol

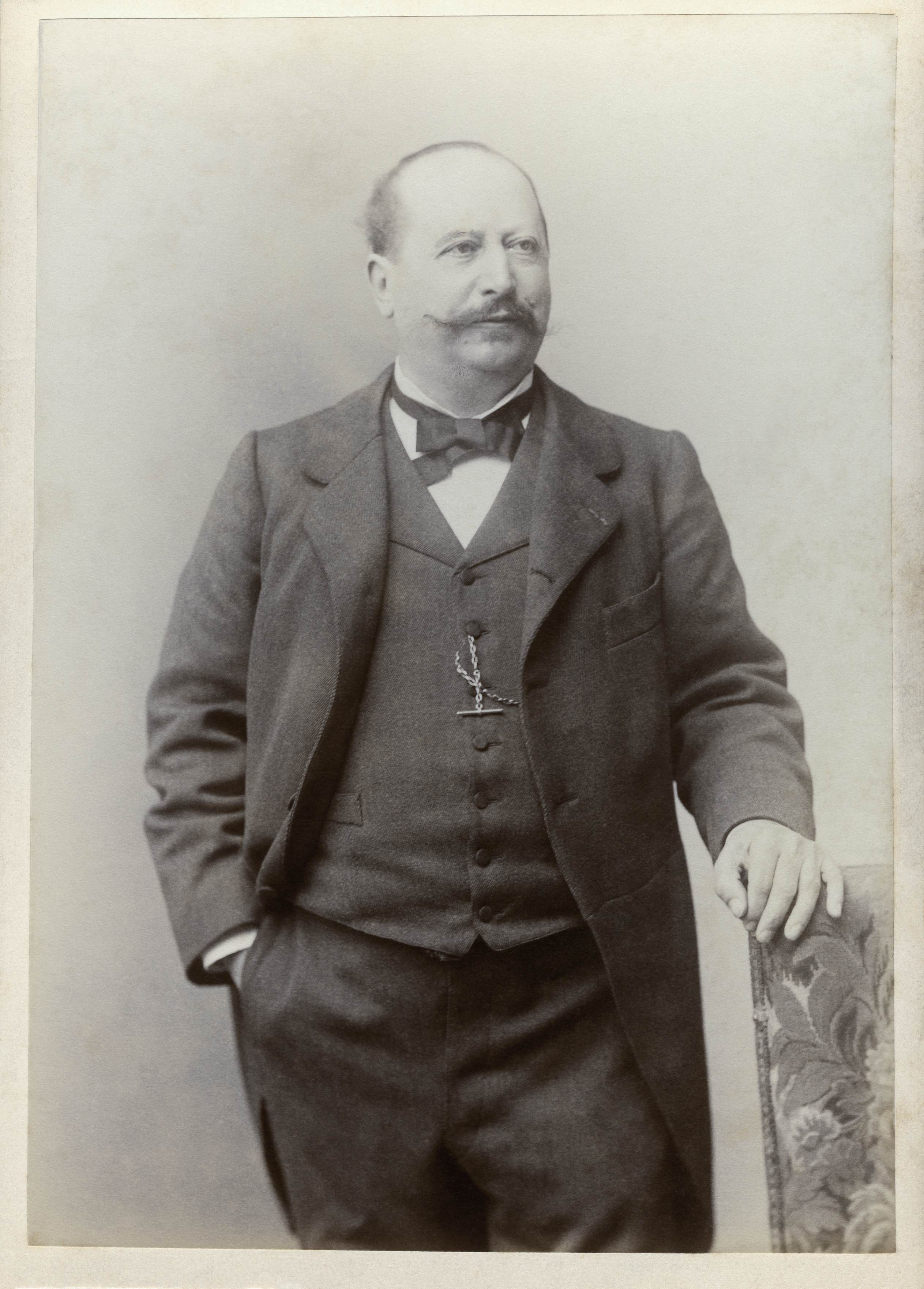
Henri Filhol

Pierre Antoine Henri Filhol (*  13. Mai 1843 in Toulouse; † 28. April 1902 in Paris) war ein französischer Paläontologe, Höhlenforscher und Zoologe.

## Leben
Er war der Sohn von Édouard Filhol (1814–1883), der Chemiker, Bürgermeister von  Toulouse, Gründer des Naturkundemuseums in Toulouse sowie Professor und Leiter der Mediziner-Schule in Toulouse war. Filhol studierte Medizin und Zoologie in Paris (wobei er sowohl in Medizin als auch in Naturwissenschaften promoviert wurde) und wurde 1879 Professor für Zoologie in Toulouse. 1894 bis 1902 hatte er den Lehrstuhl für vergleichende Anatomie am Muséum national d’histoire naturelle in Paris.
Wie auch sein Vater, mit dem er darin anfangs zusammenarbeitete, erforschte er die Höhlen der Pyrenäen. Er nahm 1874 an einer Expedition zu Campbell Island teil unter Leitung von Bouquet de la Grye, die den Venus-Transit beobachten sollte. Dabei besuchte er auch Neuseeland, Stewart Island, Neu-Kaledonien, die Fidschi-Inseln und kehrte über Amerika zurück. 1883 nahm er an einer meeresbiologischen Expedition auf der Talisman teil, an der auch Alphonse Milne-Edwards, Léon Vaillant, Edmond Perrier und andere Wissenschaftler beteiligt waren und die ihn nach Portugal, Afrika, zu den Azoren, den Kanarischen und den Kapverdischen Inseln führte.
In Quercy grub er zahlreiche tertiäre Säugetiere aus Phosphorit-Schichten in Höhlen und Spalten aus (Dacrytherium, Prodemotherium, Quercytherium,  Hyaenodon, Cynodictis, Adapis, Necrolemur), aber auch Schlangen und Amphibien. Er war auch einer der Ersten, der die Höhlen im Département Ariège erforschte.
1897 wurde er Mitglied der Académie des sciences. Er war Offizier der Ehrenlegion.

## Sammlung von Filhol im Naturhistorischen Museum von Toulouse

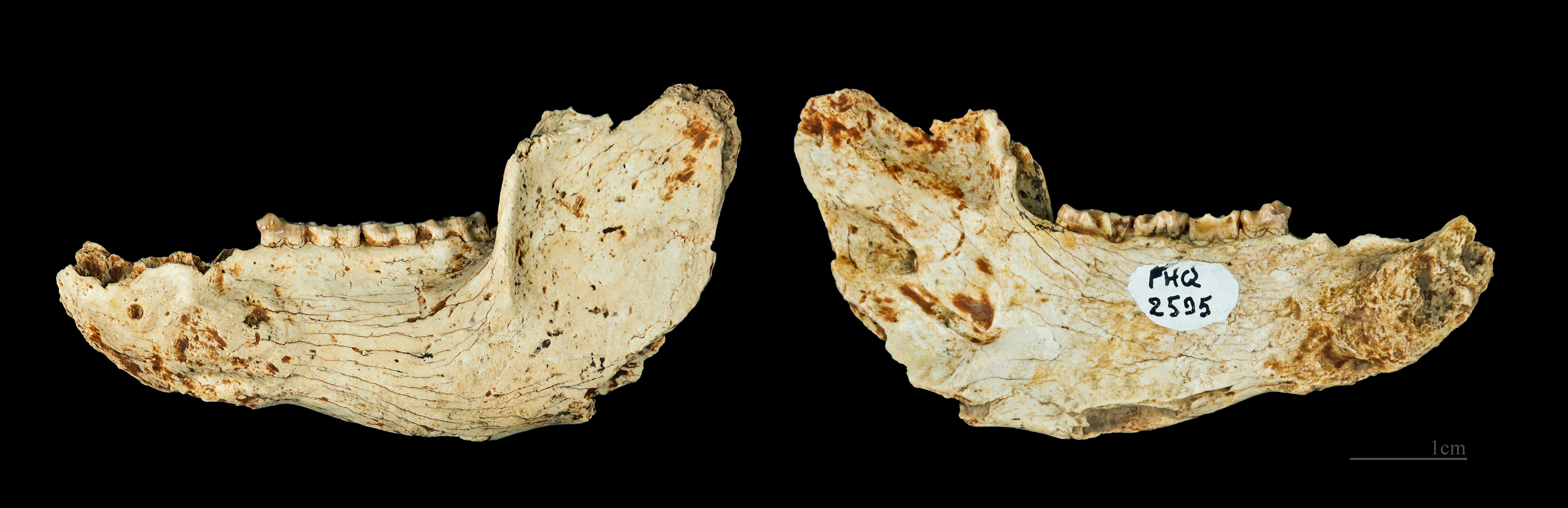
Adapis parisiensis
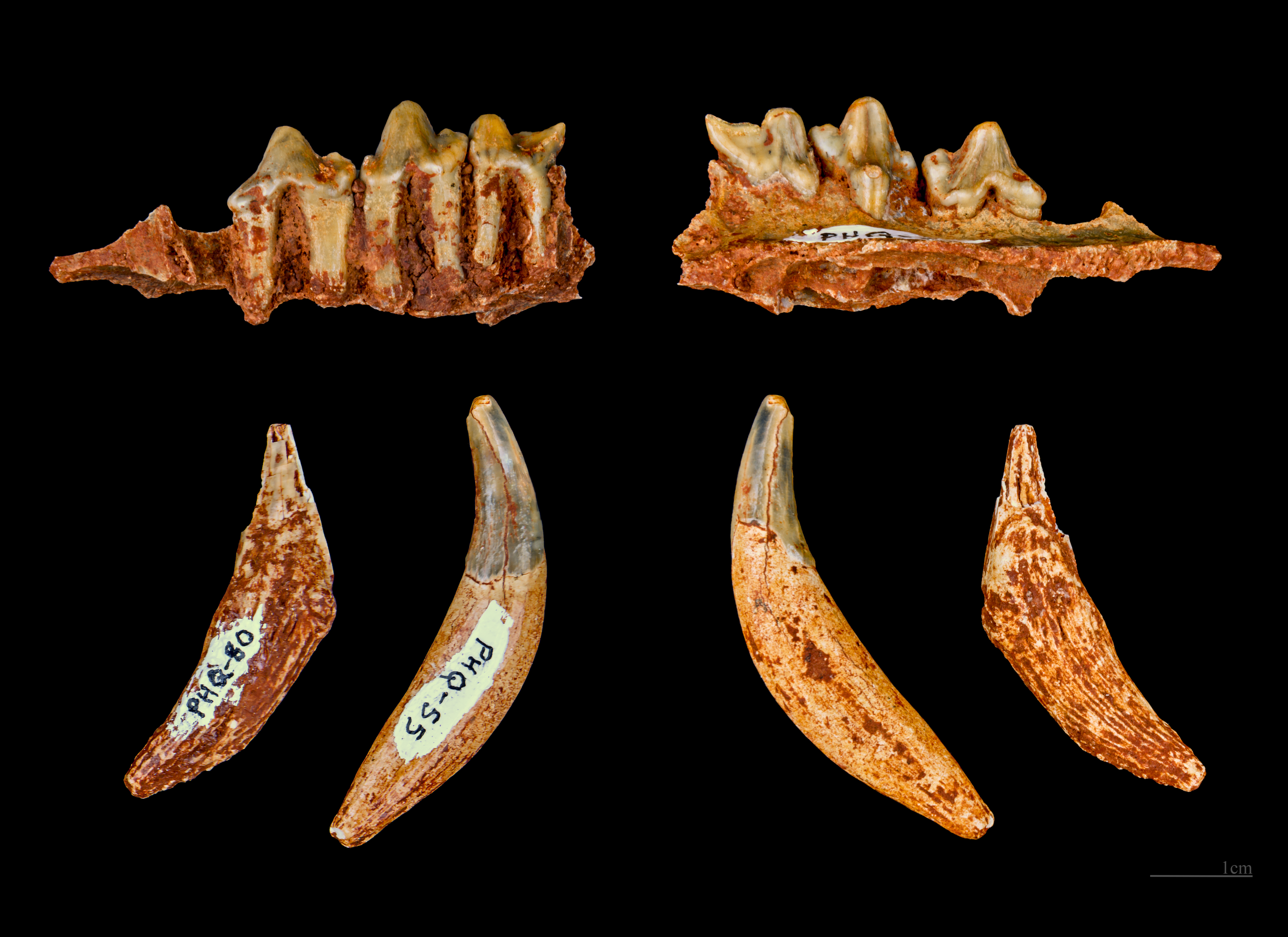
Hyaenodon Filholi
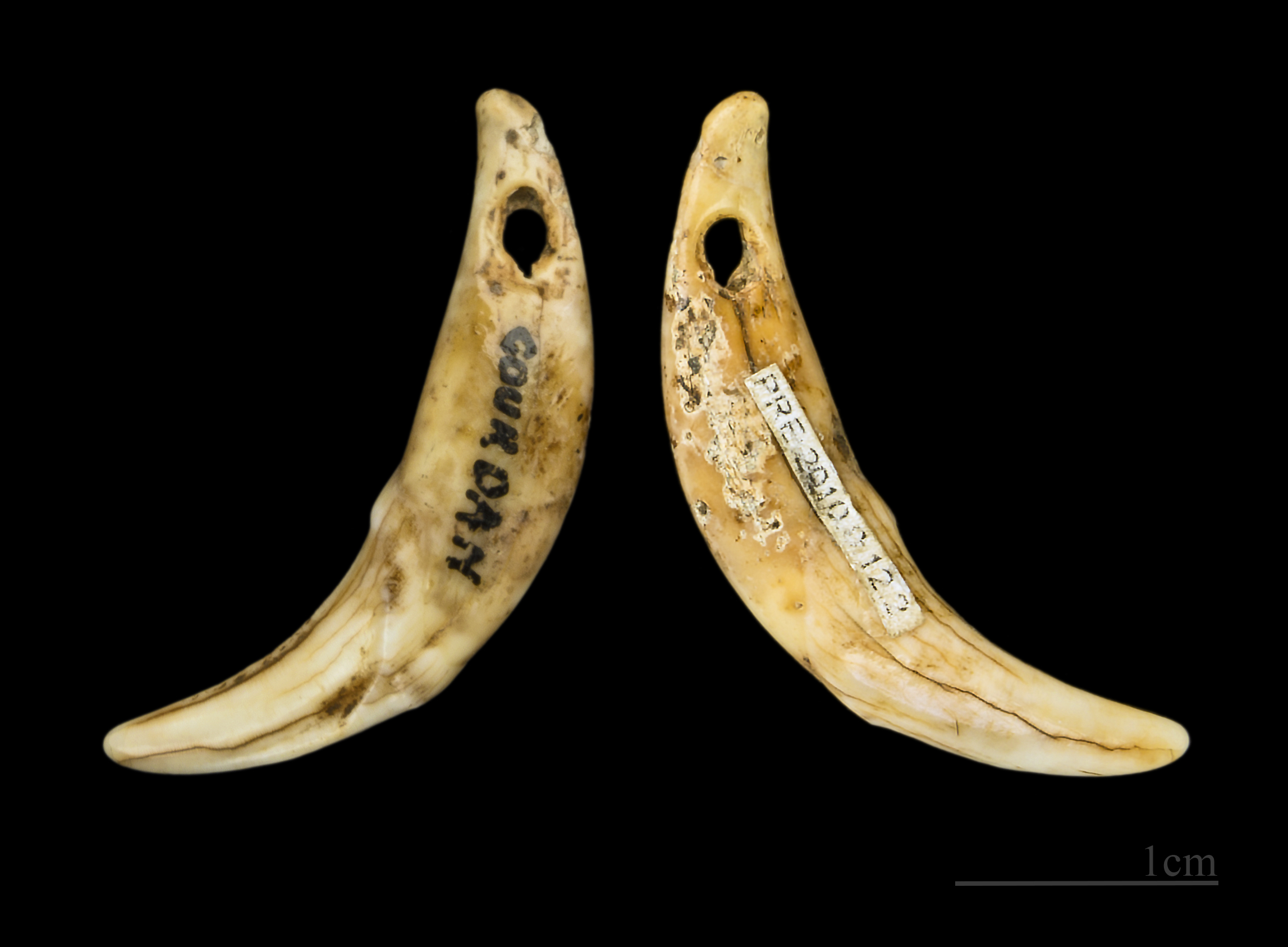
Wolfshund-Schmuck, Magdalénien
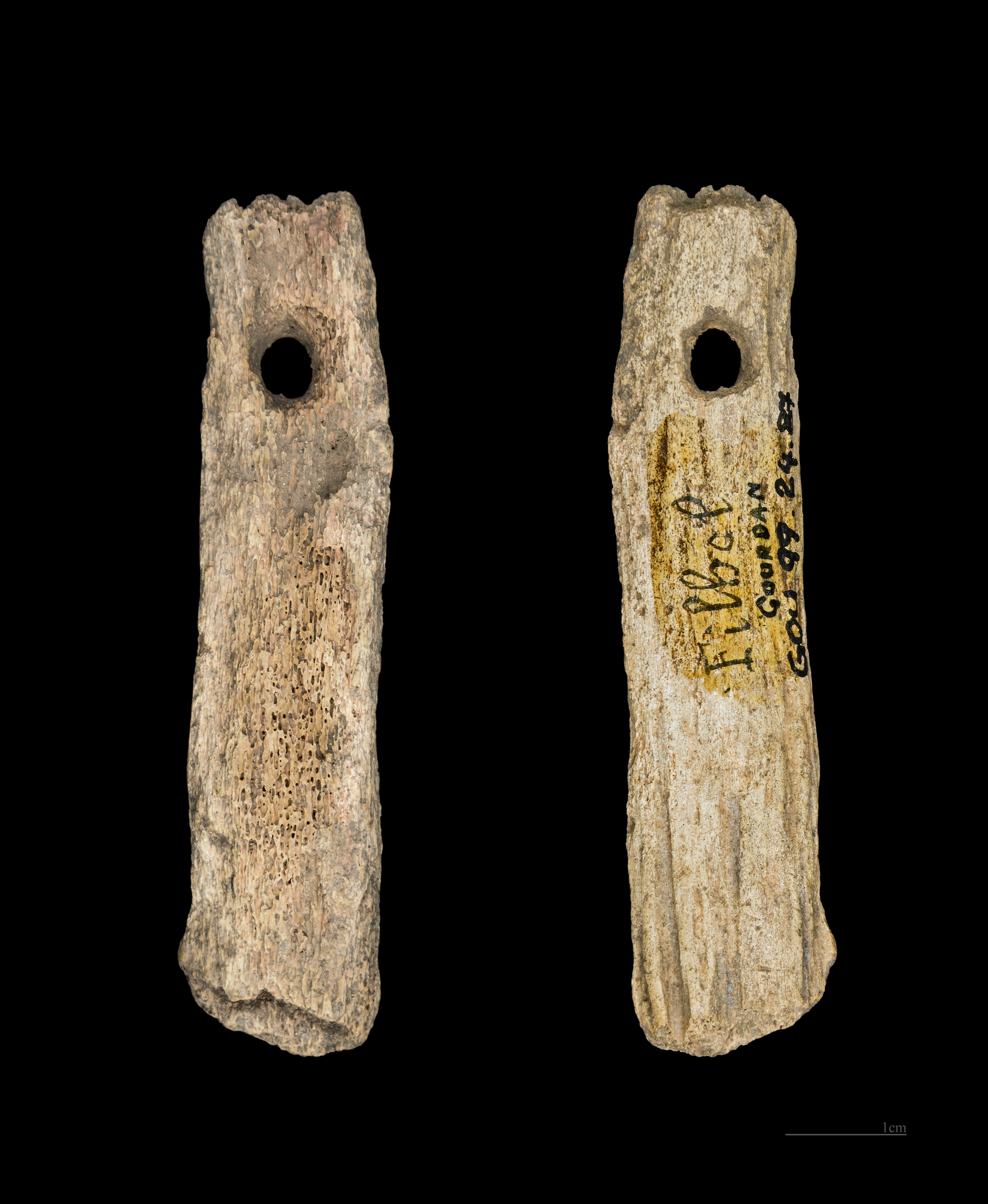
Anhänger aus Rentiergeweih, Magdalénien

## Schriften
- La vie au fond des mers, les explorations sous-marines et les voyages du „Travailleur“ et du „Talisman“, Paris: G. Masson, collection Bibliothèque de la nature 1885
- Âge de la pierre polie dans les cavernes des Pyrénées ariégeoises, Paris: J.-B. Baillière et fils 1866